# Crataepus
Crataepus is een geslacht van vliesvleugeligen uit de familie Eulophidae. De wetenschappelijke naam van dit geslacht is voor het eerst geldig gepubliceerd in 1878 door Förster.

## Soorten
Het geslacht Crataepus is monotypisch en omvat slechts de volgende soort:
- Crataepus marbis (Walker, 1839)